# Al Bano (album)
Al Bano este primul album al lui Al Bano lansat în anul 1967 de casa discografică EMI Records.
Albumul conține single-ul Nel sole care a obținut un disc de aur pentru cele peste 1.300.000 de exmplare vândute. Alte melodii de succes sunt Io di notte și Bianca di luna. Succesul pieselor a fost atât de mare încât au fost realizate și două filme cu caracter muzical intitulate "Nel sole" și "L'oro del mondo". Protagonistul era Al Bano care, în timpul filmărilor pentru primul film, a cunoscut-o pe Romina Power.

## Track list
1. Nel sole  (Albano Carrisi, Pino Massara, Vito Pallavicini)
2. La donna di un amico mio  (Roberto Carlos, Daniele Pace)
3. Il mondo dei poveri  (Pontiack, Rossella Conz, Albano Carrisi)
4. Io lavoro  (Mann, Weill, Menegazzi)
5. Tu che l`amavi  (Gianni Meccia)
6. Io ho te  (Vito Pallavicini, Pino Massara)
7. Io di notte  (Alessandro Colombini, Albano Carrisi)
8. La compagnia del larallala  (Pino Massara, Luciano Beretta, Rossella Conz)
9. Tu non sei come sembri  (A. Isola, Nisa)
10. Bianca di luna  (Albano Carrisi, Pino Massara, Alessandro Colombini)
11. Pensieri P33  (Monegasco, Luciano Beretta, Rossella Conz)
12. L`oro del mondo  (Vito Pallavicini, Pontiack, Pino Massara)